# Nemzeti Bajnokság I
La Nemzeti Bajnokság I (in italiano Lega Nazionale I, spesso abbreviato in NBI) è la massima divisione del campionato ungherese di calcio. È posta sotto l'egida della Federazione calcistica dell'Ungheria, in ungherese Magyar Labdarúgó Szövetség (MLSZ).
Si disputa regolarmente dal 1901, a cavallo di due anni solari (come accaduto nelle ultime stagioni) o in uno solo, da primavera ad autunno. La squadra più titolata è il Ferencvárosi TC di Budapest, che ha vinto 34 campionati.
Per la stagione 2022-2023 occupa il 25º posto nel ranking UEFA delle competizioni per club.

## Formula
Le 12 squadre partecipanti si sfidano in un girone di andata, ritorno e andata per un totale di 33 giornate.
La squadra campione d'Ungheria si qualifica per il primo turno di qualificazione della UEFA Champions League.

Le squadre classificate al secondo e al terzo posto si qualificano per il secondo turno di qualificazione della UEFA Europa Conference League, insieme alla vincitrice della Magyar Kupa.

Le ultime due classificate retrocedono direttamente in Nemzeti Bajnokság II.

## Storia
Il primo campionato ufficiale risale alla stagione 1901, quando l'Ungheria era ancora parte dell'Impero austro-ungarico. A questo campionato partecipano cinque squadre in un unico girone all'italiana, subito portate a otto dalla stagione successiva. In generale nei primi campionati il numero delle squadre non è costante, ma oscilla sempre intorno alla decina di squadre.
Bisogna però dire che inizialmente solo le squadre di Budapest possono partecipare al campionato. Per le squadre al di fuori della capitale, della stagione 1907-1908 sono previsti un numero variabile di "campionati provinciali" (Vidéki Bajnokság). Il meccanismo per l'assegnazione del titolo diventa il seguente: i vincitori dei campionati provinciali si sfidano tra di loro; la squadra che esce vincitrice da questi incontri sfida la vincitrice di Budapest nella finale nazionale. La squadra che vince la finale nazionale viene proclamata Campione di Ungheria. È da notare che però, in sedici campionati in cui la finale nazionale si sarebbe dovuta disputare, questa viene giocata solo in cinque occasioni, e vede comunque trionfare la squadra della capitale. In quegli anni il campionato è dominato da squadre quali il Ferencváros e l'MTK, quest'ultimo capace di vincere ben dieci campionati ufficiali consecutivi, pur se interrotti dalla prima guerra mondiale.
Già dalla fine degli anni venti le squadre ungheresi cominciano a farsi onore anche in Europa vincendo diverse edizioni della Coppa Mitropa, tanto che ad oggi, in questa competizione, l'Ungheria risulta prima nella classifica per nazioni.
A partire dalla stagione 1926-1927 avvengono due cambiamenti: il primo è l'introduzione del professionismo, mentre il secondo è la nascita di un unico girone che accoglie squadre da tutto il Paese, facendo così cadere la distinzione fra squadre della capitale e no. In questo periodo il numero di squadre diviene stabile a dodici fino al 1934-1935 (a parte nella stagione 1926-1927 in cui sono dieci), per poi passare a quattordici dalla stagione successiva, fino al 1941-1942 in cui le squadre diventano sedici. In quegli anni la seconda guerra mondiale è (tra le altre cose, ovviamente) causa di mutamenti territoriali che finiscono per influenzare anche il calcio: succede così che il campionato 1943-1944 venga vinto dal Nagyváradi AC di Oradea, città dell'attuale Romania.
Nel dopoguerra si riparte con un girone unico a sedici squadre, ridotte a quattordici dal 1951. Sono quelli gli anni in cui la Nazionale è la Squadra d'oro, e molti dei suoi calciatori -che tra gli altri risultati arriva ad un passo dalla vittoria ai Mondiali del 1954- militano nell'Honvéd. Si arriva poi al 1956, anno in cui in Ungheria scoppia la rivoluzione: il campionato viene interrotto, e alcuni dei giocatori più prestigiosi si rifugiano all'estero, abbandonando anche la Nazionale.
Nel 1965 il Ferencváros vince un trofeo europeo: si tratta della Coppa delle Fiere, conquistata dopo aver sconfitto nella finale la Juventus a Torino. Due anni dopo, nel 1967, il numero di squadre del campionato passa da quattordici a sedici, e sempre in quell'anno un calciatore ungherese, Flórián Albert del Ferencváros, vince l'ambito Pallone d'oro. Poco dopo comincia il ciclo dell'Újpest, che in undici anni vince nove titoli, sette dei quali consecutivi. Sempre in quel periodo l'MTK Budapest e il Ferencváros raggiungono la finale della Coppa delle Coppe, pur venendo entrambi sconfitti (rispettivamente nel 1963-1964 e nel 1974-1975). Intanto il numero delle squadre del campionato passa a diciotto nel 1976-1977, per poi tornare nuovamente a sedici dal 1982-1983. Dieci anni dopo la finale del Ferencváros anche il Videoton raggiunge un'altra finale europea, nella Coppa UEFA 1984-1985. Pur venendo sconfitto nel doppio confronto, il Videoton riesce a vincere la gara di ritorno al Santiago Bernabéu.
Dalla stagione 1988-1989 vengono introdotti i tre punti per vittoria; in quello stesso anno, e solo in quella stagione, vengono battuti i calci di rigore in caso di parità al termine del tempo regolamentare: si assegnano in questo caso due punti alla squadra vincitrice, ed uno alla perdente. Sempre da quella stagione viene introdotto un meccanismo di play-off - play-out nella parte alta e bassa, rispettivamente, della classifica, che dura fino al 1997-1998: le ultime due squadre retrocedono direttamente, mentre le due piazzatesi immediatamente sopra giocano contro le seconde dei due gironi del Nemzeti Bajnokság II per altrettanti posti nella massima serie. Nella stagione 2000-2001 le sedici squadre vengono divise in due gironi all'italiana al termine del quale le ultime due di ciascun gruppo retrocedono, e le altre dodici lottano per il titolo. Nelle tre stagioni successive, invece, le dodici squadre giocano prima tutte insieme, e successivamente solo le prime sei lottano per il titolo. Dalla stagione 2004-2005 il formato è quello odierno, con le sedici squadre del campionato che giocano insieme per tutto il torneo.
Il campionato 2019-2020 è stato sospeso il 14 marzo (così come quasi tutte le competizione mondiali sportive) a seguito della pandemia di COVID-19 ed è ripreso il 23 maggio seguente; le giornate seguenti si sono disputate con un numero limitato di spettatori negli stadi. Per la prima volta nella storia il campionato si è giocato fino al 27 giugno.

## Partecipazioni per squadra
Sono 108 le squadre che hanno preso parte ai 125 campionati dal 1901 al 2025-2026.
- 121 volte:  Ferencváros
- 119 volte:  Újpest
- 113 volte:  MTK Budapest
- 107 volte:  Honvéd
- 88 volte:  Vasas
- 71 volte:  Győri ETO
- 62 volte:  Haladás
- 58 volte:  Diósgyőr
- 56 volte:  MOL Fehérvár
- 51 volte:  Csepel,  Debrecen
- 50 volte:  Pécs
- 44 volte:  Tatabánya
- 43 volte:  Zalaegerszeg
- 37 volte:  Salgótarján
- 28 volte:  33 FC
- 27 volte:  Békéscsaba
- 25 volte:  III. Kerületi
- 24 volte:  Törekvés
- 23 volte:  Szeged EAC
- 22 volte:  Dorog,  Szeged
- 21 volte:  Nemzeti Budapest
- 20 volte:  BTC Budapesti,  Dunaújváros,  Paks,  Siófok
- 17 volte:  Magyar AC
- 16 volte:  Kaposvár
- 15 volte:  Nyíregyháza
- 14 volte:  Gamma Budapest,  Vác
- 13 volte:  Bocskay,  Budapesti AK,  Terezvaros
- 12 volte:  Komlói Bányász,  Puskás Akadémia
- 10 volte:  BVSC Budapest,  Elektromos,  Kecskemét,  REAC,  Soroksár,  Szolnok
- 9 volte:  Mezőkövesd-Zsóry
- 8 volte:  Lombard Pápa,  Sopron
- 7 volte:  Attila FC,  Kisvárda,  Szegedi Honvéd
- 6 volte:  Eger,  Phöbus,  Postás,  Somogy
- 5 volte:  MÚE,  Műegyetem,  Sabaria,  VAC Budapest,  Veszprém,  Vörös Meteor
- 4 volte:  BKV Előre,  MÁVAG,  Nagykanizsa,  Ózdi,  Stadler,  Szentlőrinci,  Turul
- 3 volte:  ESMTK Budapest, ()  Ferar Cluj,  Gázszer FC, ()  Oradea,  Pécs VSK,  Szeged,  Székesfehérvár,  Szürketaxi,  Tungsram,  Typographia, ()  Újvidéki AC,  Zuglói
- 2 volte:  Budafok,  Budapesti,  Budapesti EAC,  Gyirmót,  Pécs-Baranya,  Soproni FAC,  Szegedi VSE,  Újpesti Törekvés
- 1 volta:  Balmazújváros,  Debreceni Dózsa,  Dunaújváros PASE,  Erzsébeti,  Főváros,  Ganz,  Herminamezei,  Kazincbarcika,  Kelenföldi Textilgyár,  KISTEXT,  Kőbányai Barátság,  Lampart,  Miskolci VSC,  Perecesi,  Soroksár,  Szeged LC,  Szolnoki Légierő,  Testvériség,  Tiszakécske,  Tokodi Üveggyári,  Újpesti MTE, ()  VSS Košice,  Zuglói AC

## Squadre partecipanti
Vengono riportate le squadre militanti alla Nemzeti Bajnokság I nella stagione 2023-2024.
| Club             | Città          | Stadio                   | Stagione precedente        |
| ---------------- | -------------- | ------------------------ | -------------------------- |
| Debrecen         | Debrecen       | Nagyerdei Stadion        | 3° in Nemzeti Bajnoskag I  |
| Diósgyőr         | Miskolc        | Diósgyőri Stadion        | 1° in Nemzeti Bajnoskag II |
| Ferencváros      | Budapest       | Groupama Arena           | Campione di Ungheria       |
| Kecskemét        | Kecskemét      | Széktói                  | 2° in Nemzeti Bajnoskag I  |
| Kisvárda         | Kisvárda       | Várkerti Stadion         | 6° in Nemzeti Bajnoskag I  |
| Mezőkövesd-Zsóry | Mezőkövesd     | Városi Stadion           | 7° in Nemzeti Bajnoskag I  |
| MOL Fehérvár     | Székesfehérvár | MOL Aréna Sóstó          | 10° in Nemzeti Bajnoskag I |
| MTK Budapest     | Budapest       | Nándor Hidegkuti Stadion | 2° in Nemzeti Bajnoskag II |
| Paks             | Paks           | Fehérvári úti Stadion    | 5° in Nemzeti Bajnoskag I  |
| Puskás Akadémia  | Felcsút        | Pancho Aréna             | 4° in Nemzeti Bajnoskag I  |
| Újpest           | Budapest       | Ferenc Szusza Stadion    | 8° in Nemzeti Bajnoskag I  |
| Zalaegerszeg     | Zalaegerszeg   | ZTE Arena                | 9° in Nemzeti Bajnoskag I  |

## Albo d'oro
- 1901:  BTC Budapesti (1)
- 1902:  BTC Budapesti (2)
- 1903:  Ferencváros (1)
- 1904:  MTK Budapest (1)
- 1905:  Ferencváros (2)
- 1906-1907:  Ferencváros (3)
- 1907-1908:  MTK Budapest (2)
- 1908-1909:  Ferencváros (4)
- 1909-1910:  Ferencváros (5)
- 1910-1911:  Ferencváros (6)
- 1911-1912:  Ferencváros (7)
- 1912-1913:  Ferencváros (8)
- 1913-1914:  MTK Budapest (3)
- 1914-1915: Campionati non ufficiali
- 1916-1917:  MTK Budapest (4)
- 1917-1918:  MTK Budapest (5)
- 1918-1919:  MTK Budapest (6)
- 1919-1920:  MTK Budapest (7)
- 1920-1921:  MTK Budapest (8)
- 1921-1922:  MTK Budapest (9)
- 1922-1923:  MTK Budapest (10)
- 1923-1924:  MTK Budapest (11)
- 1924-1925:  MTK Budapest (12)
- 1925-1926:  Ferencváros (9)
- 1926-1927:  Ferencváros (10)
- 1927-1928:  Ferencváros (11)
- 1928-1929:  MTK Budapest (13)
- 1929-1930:  Újpest (1)
- 1930-1931:  Újpest (2)
- 1931-1932:  Ferencváros (12)
- 1932-1933:  Újpest (3)
- 1933-1934:  Ferencváros (13)
- 1934-1935:  Újpest (4)
- 1935-1936:  MTK Budapest (14)
- 1936-1937:  MTK Budapest (15)
- 1937-1938:  Ferencváros (14)
- 1938-1939:  Újpest (5)
- 1939-1940:  Ferencváros (15)
- 1940-1941:  Ferencváros (16)
- 1941-1942:  Csepel (1)
- 1942-1943:  Csepel (2)
- 1943-1944:  Nagyváradi (1)
- 1945:  Újpest (6)
- 1945-1946:  Újpest (7)
- 1946-1947:  Újpest (8)
- 1947-1948:  Csepel (3)
- 1948-1949:  Ferencváros (17)
- 1949-1950:  Honvéd (1)
- 1950:  Honvéd (2)
- 1951:  MTK Budapest (16)
- 1952:  Honvéd (3)
- 1953:  MTK Budapest (17)
- 1954:  Honvéd (4)
- 1955:  Honvéd (5)
- 1956: Non terminato
- 1957:  Vasas (1)
- 1957-1958:  MTK Budapest (18)
- 1958-1959:  Csepel (4)
- 1959-1960:  Újpest (9)
- 1960-1961:  Vasas (2)
- 1961-1962:  Vasas (3)
- 1962-1963:  Ferencváros (18)
- 1963:  Győri ETO (1)
- 1964:  Ferencváros (19)
- 1965:  Vasas (4)
- 1966:  Vasas (5)
- 1967:  Ferencváros (20)
- 1969:  Újpest (10)
- 1970:  Újpest (11)
- 1970-1971:  Újpest (12)
- 1971-1972:  Újpest (13)
- 1972-1973:  Újpest (14)
- 1973-1974:  Újpest (15)
- 1974-1975:  Újpest (16)
- 1975-1976:  Ferencváros (22)
- 1976-1977:  Vasas (6)
- 1977-1978:  Újpest (17)
- 1978-1979:  Újpest (18)
- 1979-1980:  Honvéd (6)
- 1980-1981:  Ferencváros (23)
- 1981-1982:  Győri ETO (2)
- 1982-1983:  Győri ETO (3)
- 1983-1984:  Honvéd (7)
- 1984-1985:  Honvéd (8)
- 1985-1986:  Honvéd (9)
- 1986-1987:  MTK Budapest (19)
- 1987-1988:  Honvéd (10)
- 1988-1989:  Honvéd (11)
- 1989-1990:  Újpest (19)
- 1990-1991:  Honvéd (12)
- 1991-1992:  Ferencváros (24)
- 1992-1993:  Kispest (13)
- 1993-1994:  Dunakanyar-Vác (1)
- 1994-1995:  Ferencváros (25)
- 1995-1996:  Ferencváros (26)
- 1996-1997:  MTK Budapest (20)
- 1997-1998:  Újpest (20)
- 1998-1999:  MTK Budapest (21)
- 1999-2000:  Dunaújváros (1)
- 2000-2001:  Ferencváros (27)
- 2001-2002:  Zalaegerszeg (1)
- 2002-2003:  MTK Budapest (22)
- 2003-2004:  Ferencváros (28)
- 2004-2005:  Debrecen (1)
- 2005-2006:  Debrecen (2)
- 2006-2007:  Debrecen (3)
- 2007-2008:  MTK Budapest (23)
- 2008-2009:  Debrecen (4)
- 2009-2010:  Debrecen (5)
- 2010-2011:  Videoton (1)
- 2011-2012:  Debrecen (6)
- 2012-2013:  Győri ETO (4)
- 2013-2014:  Debrecen (7)
- 2014-2015:  Videoton (2)
- 2015-2016:  Ferencváros (29)
- 2016-2017:  Honvéd (14)
- 2017-2018:  Videoton (3)
- 2018-2019:  Ferencváros (30)
- 2019-2020:  Ferencváros (31)
- 2020-2021:  Ferencváros (32)
- 2021-2022:  Ferencváros (33)
- 2022-2023:  Ferencváros (34)
- 2023-2024:  Ferencváros (35)
- 2024-2025:  Ferencváros (36)

## Vittorie del campionato
| Club           | Vittorie | Secondi posti | Stagioni |
| -------------- | -------- | ------------- | --- |
| Ferencváros1   | 36       | 36            | 1903, 1905, 1907, 1909, 1910, 1911, 1912, 1913, 1926, 1927, 1928, 1932, 1934, 1938, 1940, 1941, 1949, 1963, 1964, 1967, 1968, 1976, 1981, 1992, 1995, 1996, 2001, 2004, 2016, 2019, 2020, 2021, 2022, 2023, 2024, 2025 |
| MTK Budapest2  | 23       | 20            | 1904, 1908, 1914, 1917, 1918, 1919, 1920, 1921, 1922, 1923, 1924, 1925, 1929, 1936, 1937, 1951, 1953, 1958, 1987, 1997, 1999, 2003, 2008                                                                               |
| Újpest3        | 20       | 21            | 1930, 1931, 1933, 1935, 1939, 1945, 1946, 1947, 1960, 1969, 1970, 1971, 1972, 1973, 1974, 1975, 1978, 1979, 1990, 1998                                                                                                 |
| Honvéd4        | 14       | 12            | 1950-1, 1950-2, 1952, 1954, 1955, 1980, 1984, 1985, 1986, 1988, 1989, 1991, 1993, 2017 |
| Debrecen       | 7        | 1             | 2005, 2006, 2007, 2009, 2010, 2012, 2014 |
| Vasas          | 6        | 2             | 1957, 1961, 1962, 1965, 1966, 1977 |
| Győri ETO5     | 4        | 3             | 1963, 1982, 1983, 2013 |
| Csepel         | 4        | -             | 1942, 1943, 1948, 1959 |
| Fehérvár       | 3        | 7             | 2011, 2015, 2018 |
| BTC Budapesti  | 2        | 1             | 1901, 1902 |
| Dunakanyar-Vác | 1        | 2             | 1994 |
| Dunaferr       | 1        | 1             | 2000 |
| Nagyváradi     | 1        | 1             | 1944 |
| Zalaegerszeg   | 1        | -             | 2002 |
| Tatabánya      | -        | 2             | - |
| Magyar AC      | -        | 2             | - |

1 Ferencvárosi TC (include Ferencvárosi FC)

2 MTK Budapest (include Hungária FC, Budapesti Bástya, Budapesti Vörös Lobogó, MTK Hungária)

3 Újpest Budapest (include Újpesti TE e Újpesti Dózsa)

4 Honvéd Budapest (include Kispest Honvéd FC)

5 Győri ETO FC (include Vasas Győri FC e Rába ETO Győri.)

## Record
Il giocatore con più presenze nel campionato è György Szabó a quota 507, mentre quello con più gol è Ferenc Szusza con 393 reti.